# Sauviat-sur-Vige
Sauviat-sur-Vige is een gemeente in het Franse departement Haute-Vienne (regio Nouvelle-Aquitaine) en telt 935 inwoners (2008). De plaats maakt deel uit van het arrondissement Limoges.

## Geografie
De oppervlakte van Sauviat-sur-Vige bedraagt 30,5 km², de bevolkingsdichtheid is 34,2 inwoners per km².
De onderstaande kaart toont de ligging van Sauviat-sur-Vige met de belangrijkste infrastructuur en aangrenzende gemeenten.

## Demografie
Onderstaande figuur toont het verloop van het inwonertal (bron: INSEE-tellingen).